# Twisters
Twisters (titulada Tornados en Hispanoamérica) es una película estadounidense de 2024 dirigida por Lee Isaac Chung a partir de un guion de Marlene Rodríguez y Mark L. Smith. Producida por Frank Marshall, José Escobar y Patrick Crowley, se describe como un "nuevo capítulo" de la película Twister, de 1996.La película está protagonizada por Daisy Edgar-Jones, Glen Powell, Anthony Ramos, Maura Tierney, Brandon Perea, Daryl McCormack, Sasha Lane, Kiernan Shipka y Nik Dodani.
Twisters se estrenó en Iberoamérica el 11 de julio de 2024, en otros países el 17 de julio por Warner Bros. y en los Estados Unidos el 19 de julio de 2024 a través de Universal Pictures.

## Argumento
La estudiante universitaria Kate Carter trabaja en Oklahoma con un equipo de cazadores de tormentas que incluye a Javi, Addy, Praveen y su novio, Jeb. Junto con un Doppler Dorothy V, el equipo lanza barriles de solución de poliacrilato de sodio a un tornado para reducir su intensidad. Sin embargo, la tripulación se ve atrapada en el medio mientras se convierte en un EF5 y, mientras corren para cubrirse, Addy, Praveen y Jeb mueren, dejando a Kate y Javi como los únicos sobrevivientes.
Cinco años después, Kate trabaja en una oficina de la NOAA en la ciudad de Nueva York. Javi, que trabaja para la empresa de radares para tornados Storm Par, le ofrece a Kate un puesto de una semana para formar parte de su equipo mientras prueban un nuevo sistema de escaneo para tornados que utiliza un radar de matriz en fase.  Kate solo acepta después de que Javi envíe un informe de noticias sobre un tornado que destruye una ciudad. Kate y Javi se unen al equipo de Storm Par en Oklahoma, que incluye al socio comercial de Javi, Scott. El popular cazador de tormentas de YouTube Tyler Owens, conocido como el "Tornado Wrangler", también llega a Oklahoma buscando sacar provecho de un brote de tornados previsto. Tyler se une a su equipo de Boone, Dani, Dexter y Lily, así como al periodista inglés Ben.
El equipo de Storm Par y Tyler persigue un tornado EF1 que ha tocado tierra en un parque eólico cercano. Kate sufre un ataque de pánico, lo que la deja incapaz de ayudar a Javi a configurar el escáner final; en lugar de eso, se aleja en automóvil. El equipo lanza con éxito el sistema de escaneo para el siguiente tornado, un EF3 que momentáneamente se divide en dos, pero los fuertes vientos hacen estallar el tercer escáner. Kate y Javi apenas escapan y conducen hasta la cercana ciudad de Crystal Springs devastada por el tornado para ayudar en los esfuerzos de recuperación, junto con el equipo de Tyler. Después de haber descartado a Tyler y su equipo como cazadores de gloria, Kate se sorprende al enterarse de que usan las ganancias de la mercancía para ayudar a las víctimas del tornado, mientras que el inversor de Storm Par, Marshall Riggs, se beneficia comprando tierras dañadas por el tornado.
Tyler invita a Kate a un rodeo cercano en Stillwater. Cuando un gran tornado EF4 golpea la zona, se esconden en la piscina vacía de un motel. Después del tornado, Kate y Javi discuten sobre las intenciones de Riggs, lo que hace que este último culpe a Kate por la muerte de sus colegas. Angustiada, Kate se retira a la granja de su madre en Sapulpa, Oklahoma. Pronto es seguida por Tyler, quien descubre las notas anteriores de Kate y la investigación sobre el experimento de interrupción del tornado. Kate inicialmente rechaza la oferta de Tyler de ayudar a volver a intentar el experimento, pero acepta después de que Tyler la convenza. Al día siguiente, los dos se encuentran con un tornado que pasa y liberan la solución, pero el tornado no se disipa. Con la ayuda de los datos de escaneo proporcionados por un Javi que se disculpa, Kate plantea la hipótesis de un cambio en el experimento para corregir un descuido anterior, es decir, agregar yoduro de plata.
El equipo rastrea otro tornado que se desarrolla cerca de El Reno. El camión de Javi y Scott casi vuelca, pero escapan justo cuando el tornado se incendia tras impactar una refinería de petróleo, antes de intensificarse hasta convertirse en un EF5 que se dirige hacia El Reno. Javi intenta dirigirse a El Reno para ayudar en los esfuerzos de recuperación, pero Scott lo presiona para que continúe con su misión para Riggs. Javi abandona a Scott en la carretera y abandona Storm Par.
Kate, Tyler y su equipo evacuan a los habitantes del pueblo y los llevan a refugios y sótanos. Un tranvía descarrilado atrapa a Tyler. Javi llega y él y Kate lo rescatan. El equipo y los habitantes del pueblo se esconden en un cine cercano. Kate conduce el camión de Tyler hacia el centro del tornado. Después de una breve lucha con los controles, lanza la solución al tornado, pero el vehículo se vuelca. El tornado abre el cine y casi saca a Lily y Tyler justo cuando la solución hace efecto, debilitando el tornado. El equipo rescata a Kate y celebra la disipación del tornado.
Algún tiempo después, Javi deja a Kate en el Aeropuerto Internacional Will Rogers y le promete que investigará más sobre su exitoso experimento. Mientras Kate se dirige a su avión con destino a Nueva York, repite el lema de Tyler: "Si lo sientes, persíguelo", antes de que Tyler decida seguirla y reconciliarse con ella. Cuando un asistente personal anuncia que los fuertes vientos han retrasado los vuelos, los dos parten rápidamente hacia la tormenta. Un montaje final muestra que Kate, Javi y Tyler se han unido a un nuevo negocio y que la historia de Ben se centra en Kate en lugar de Tyler.

## Reparto
- Daisy Edgar-Jones como Kate Carter, una meteoróloga y ex cazadora de tormentas.
- Glen Powell como Tyler Owens, un cazador de tormentas famoso en las redes sociales.
- Anthony Ramos como Javier «Javi» Rivera, un antiguo compañero de caza de tormentas de Kate.
- Brandon Perea como Boone, un camarógrafo y miembro del equipo de Tyler.
- Maura Tierney como Cathy Carter, la madre de Kate.
- Harry Hadden-Paton como Ben, un periodista londinense que perfila a Tyler.
- Sasha Lane como Lily, una operadora de drones y miembro del equipo de Tyler.
- Katy O'Brian como Dani, una mecánica y miembro del equipo de Tyler.
- Tunde Adebimpe como Dexter, un científico y miembro de la tripulación de Tyler.
- David Corenswet como Scott, el socio comercial de Javi.
- David Born como Marshall Riggs, el hombre que ayuda a financiar el equipo Storm Par.
- Nik Dodani como Praveen, un miembro del equipo de persecución de tormentas fallecido de Kate.
- Kiernan Shipka como Addy, una miembro del equipo de persecución de tormentas fallecida de Kate.
- Daryl McCormack como Jeb, el novio fallecido de Kate y miembro de su equipo de persecución de tormentas.
- Paul Scheer como policía de tráfico del aeropuerto.
- Stephen Oyoung como Mike, un miembro del equipo de Javi.
- James Paxton como Cody, un huésped descontento del hotel.[5]

## Producción

### Desarrollo
En junio de 2020, se anunció que el distribuidor internacional de la película original, Universal Pictures, estaba desarrollando una nueva versión de Twister (1996), con Joseph Kosinski en las primeras negociaciones para actuar como director. Frank Marshall y Sara Scott actuarían como productores del proyecto.  En junio de 2021, Helen Hunt expresó interés en desarrollar una secuela de la película original.  El estudio rechazó los planes de Hunt de escribirlo y dirigirlo, debido a que su personaje fue asesinado para la secuela. 
En octubre de 2022, se anunció que Twisters estaba en proceso con un guion escrito por Mark L. Smith y producido por Marshall, mientras que los directores Jimmy Chin y Elizabeth Chai Vasarhelyi, Dan Trachtenberg y Travis Knight estaban en conversaciones para dirigir el proyecto; Había esperanzas de que Hunt retomara su papel, y se informó que se centraría en la hija de ella y los personajes de Bill Paxton.  La película incorpora el cambio climático a la trama. Smith explicó: "Esa es una de las cosas que aprovechamos, y es verdad. Hablé con muchos expertos en tormentas, expertos en tornados, cazadores de tormentas y viajé con algunos. Incluso la temporada de tornados en sí, debido al cambio climático, Lo que solía ser un callejón de tornados atravesando un cierto tramo. Ahora se extiende más hacia el este, y se está moviendo a través, y las fechas son más amplias, y los números son más altos, y las tormentas mismas son más violentas. Así que usamos elementos de y eso sólo para arrojar luz sobre las causas y efectos del cambio climático".  En diciembre, Lee Isaac Chung fue contratado para dirigir.  La secuela independiente es una producción conjunta entre Paramount Pictures, Columbia Pictures, Amblin Entertainment y Kennedy/Marshall Company, con Paramount y Sony Pictures. intercambiando posiciones de distribución: la primera se lleva a América del Norte y la segunda a continentes extranjeros.   

### Elenco
En marzo de 2023, Daisy Edgar-Jones se unió al elenco en el papel principal.  Glen Powell y Anthony Ramos fueron elegidos el mes siguiente. En mayo de 2023, Brandon Perea, Daryl McCormack, Maura Tierney, Sasha Lane, Kiernan Shipka y David Corenswet estuvieron entre los anunciados como nuevas incorporaciones al elenco.   

### Rodaje
Con un presupuesto estimado de 200 millones de dólares, la fotografía principal comenzó en la ciudad de Oklahoma en mayo de 2023. El rodaje se llevaría a cabo en Prairie Surf Studios durante 40 días y en el área metropolitana de Oklahoma City durante 50 días.  Otras ubicaciones incluyeron Chickasha, Okarche, El Reno, Spencer y Cashion.  El rodaje se suspendió en julio debido a la huelga SAG-AFTRA de 2023. La producción se reanudó con la conclusión de la huelga en noviembre de 2023, finalizando el mes siguiente. 

## Estreno
Twisters se estrenó en varios países en Latinoamérica el 11 de julio de 2024, seguido otros países el 17 de julio por Warner Bros., y en Estados Unidos el 19 de julio por Universal Pictures.

## Crítica
Evie Magazine caracterizó al elenco de «carismático», y a la producción de «orgulloso relato del Estados Unidos rural», y alegó que se trata de evidencia que no son las recreaciones fílmicas el problema, «sino las malas recreaciones».

## Reconocimientos
| Premios       | Fecha de ceremonia     | Categoría                                      | Beneficiario(s) | Resultado | Ref(s) |
| ------------- | ---------------------- | ---------------------------------------------- | --------------- | --------- | ------ |
| Premios Astra | 8 de diciembre de 2024 | Mejores efectos visuales                       | -               | Pendiente | [ 25 ] |
| Premios Astra | 8 de diciembre de 2024 | Mejor largometraje de acción o ciencia ficción | -               | Pendiente | [ 26 ] |